# Döhlen (Neustadt an der Orla)
Döhlen ist ein Ortsteil der Stadt Neustadt an der Orla im Saale-Orla-Kreis in Thüringen.

## Geografie
Döhlen liegt nordöstlich der Stadt nahe der Ausfallstraße in Richtung Stadtroda/Jena (L1077). Durch diese Straße ist der eingemeindete Ortsteil an das Verkehrsgeschehen der Stadt zur Bundesstraße 281 mit Anschluss an die Bundesautobahn 9 bei Triptis angebunden. In unmittelbarer Nähe beginnen nördlich die Hänge zur Saale-Elster-Buntsandsteinplatte. Die Auestandorte sind fruchtbar und grundwassernah, wogegen die an den Hängen liegenden Flächen grundwasserfern sind. Die Flächen in der Niederung werden aber meist bebaut.
Döhlen ist nicht in den ÖPNV der KomBus eingebunden.

## Geschichte
Die urkundliche Ersterwähnung des Ortsteils Döhlen erfolgte am 22. Februar 1320. Döhlen war ein Ortsteil von Molbitz bei Neustadt an der Orla und ging am 1. Januar 1976 durch die Eingemeindung von Molbitz mit in die Stadt Neustadt an der Orla ein.